# 仲西さやか
仲西 さやか（なかにし さやか、1979年3月29日 - ）は、日本の元AV女優。
千葉県出身。血液型:B型。身長:154cm。スリーサイズ:B87(D-70)・W59・H86。
趣味・特技:料理、書道

## 略歴
1999年に『キャンドルLOVE』（宇宙企画）でAVデビュー。
後にSM作品やインディーズメーカーの作品にも出演。
現在は引退している。
　

## 出演作品

### アダルトビデオ
1999年
- キャンドルLOVE　（11月30日、宇宙企画）　※デビュー作
- 半熟インモラル　（12月25日、宇宙企画）

2000年
- バビロンの妖精　（1月23日、宇宙企画）
- Rhapsody　（2月27日、ビッグモーカル）
- Twilight　（3月23日、ビッグモーカル）
- rendez-vous　（4月29日、ビッグモーカル）
- 牝豹 発情編　（5月26日、シネマジック）
- 裏女尻　（7月21日、ジャパンホームビデオ）
- Angel　（8月1日、アタッカーズ）
- 宅配ソープでございます　（10月27日、アトラス21）
- BeJean 10　（11月22日、桃太郎映像出版）
- 龍縛愛玩調教 10 未亡人　（12月4日、アタッカーズ）
- 名門私立AV女学院 3　（12月14日、トライハートコーポレーション）

2001年
- 艶 8　（5月29日、グローリークエスト）
- 淫獣街 ～淫魔降臨篇～　（9月14日、シネマジック）
- 淫獣街 ～淫魔煉獄篇～　（10月12日、シネマジック）
- 女虚業家 ネットバブルの腐肉　（11月1日、アタッカーズ）
- 「痴」女優 DX 2　（12月7日、ワープエンタテインメント）

2002年
- 誘惑痴態 女豹の眼差し　（4月17日、グローリークエスト）
- 赤と黒 Mになった雌　（10月1日、MOODYZ）
- 永く愛してくれますか?　（12月15日、MOODYZ）

### 成人映画
- 高校牝教師 汚された性　（2001年3月16日、エクセスフィルム）

## 書籍

### 写真集
- Prime ROSE　（2002年3月28日、ケイエスエス） - 撮影:斉木弘吉